# 普泽站
普泽站是文茨皮尔斯-图库姆斯铁路线上的一个火车站，该车站建于1938年并于同年投入使用。